# Budki (powiat kraśnicki)
Budki – wieś w Polsce położona w województwie lubelskim, w powiecie kraśnickim, w gminie Trzydnik Duży.
W latach 1975–1998 miejscowość należała administracyjnie do województwa tarnobrzeskiego.
Wieś stanowi sołectwo gminy Trzydnik Duży. Według Narodowego Spisu Powszechnego (III 2011 r.) wieś liczyła 192 mieszkańców.

## Historia
Według Słownika geograficznego Królestwa Polskiego z roku 1880 Budki, wieś w powiecie janowskim, gminie Trzydnik, parafia i okręg sądowy w Gościeradowie, stacja pocztowa w Kraśniku. Osad włościańskich we wsi 10, ziemi ornej 83 mórg, lasu 32 morgi i 75 mieszkańców. Włościanie jak podaje słownik w opisie średniej zamożności: jeden ma pasiekę z 200 pni. Gleba: glinka popielatka urodzajna. Przed uwłaszczeniem włościan Budki należały do dóbr Liśnik Mały.